# 토미 호르바트
토미 호르바트(슬로베니아어: Tomi Horvat, 1999년 3월 25일 ~ )는 슬로베니아의 축구 선수로, 오스트리아 분데스리가의 슈투름 그라츠와 슬로베니아 국가대표팀에서 미드필더로 활약하고 있다.

## 구단 경력
호르바트는 2018년 7월 21일, 트리글라우 크란과의 경기에서 무라 소속으로 슬로베니아 프르바리가 데뷔 전을 치렀다.
2019년 7월 11일, 마카비 하이파에서 열린 UEFA 유로파리그 1라운드에서 유럽 대회 데뷔 전을 치렀다(2-0 패배).

## 국가대표팀 경력
호르바트는 2022년 3월 29일, 카타르와의 친선 경기에서 87분 페타르 스토야노비치와 교체 투입되어 슬로베니아 국가대표팀에 데뷔했다.
그는 마티아시 케크 감독이 선정한 슬로베니아 선수 26명 중 UEFA 유로 2024에 참가할 선수로 선정되었다.